# Bombus gerstaeckeri
Bombus gerstaeckeri (saknar svenskt namn) är en insekt i överfamiljen bin (Apoidea).

## Utbredning
Humlan förekommer i Tyskland, Schweiz, Österrike, Rumänien, Italien, Slovenien, Ryssland, Frankrike, Andorra, Spanien samt Ukraina (där den upptäcktes så sent som 2007).

## Beskrivning
En stor, mycket långtungad humla med avlångt huvud; drottningen är 20–26 millimeter lång, arbetarna 15–17 millimeter och hanarna 16–18 millimeter.
Mellankroppen och första bakkroppssegmentet är blekbruna till brunröda. Främre delen av bakkroppen, efter första segmentet, är svart medan bakkroppsspetsen är vit..

## Ekologi
En art som i sitt huvudområde, Pyreneerna, Alperna och Balkan förekommer i alp- och bergsområden. Boet är litet och innehåller upp till 100 individer. Det anläggs oftast underjordiskt, gärna i övergivna musbon, men kan också byggas upp i klippskrevor.
Humlan besöker nästan uteslutande stormhattväxter, som den är specialiserad till genom sin långa tunga, även om den också har setts på spåtistlar.

## Status
Arten är rödlistad som sårbar ("VU") av Internationella naturvårdsunionen (IUCN). Som de främsta hoten anges den fragmenterade utbredningen, den starka specialiseringen på en typ av näringsväxt, och klimatförändringarna, som påverkar alpina humlor starkt.